# Мусави, Маджид
Сейид Хусейн Мусави Эфтехари (перс. سید حسین موسوی افتخاری‎) — иранский военачальник, командующий военно-воздушными силами Корпуса стражей исламской революции с 14 июня 2025 года.

## Биография
14 июня 2025 года Верховный лидер Ирана Али Хаменеи назначил Мусави новым командующим аэрокосмическими силами КСИР. Это произошло после убийства его предшественника, Амира-Али Хаджзаде, в результате израильского авиаудара 13 июня 2025 года. До этого назначения он с 2009 года занимал должность заместителя командующего ВВС КСИР.